# Tirailleurs haoussas

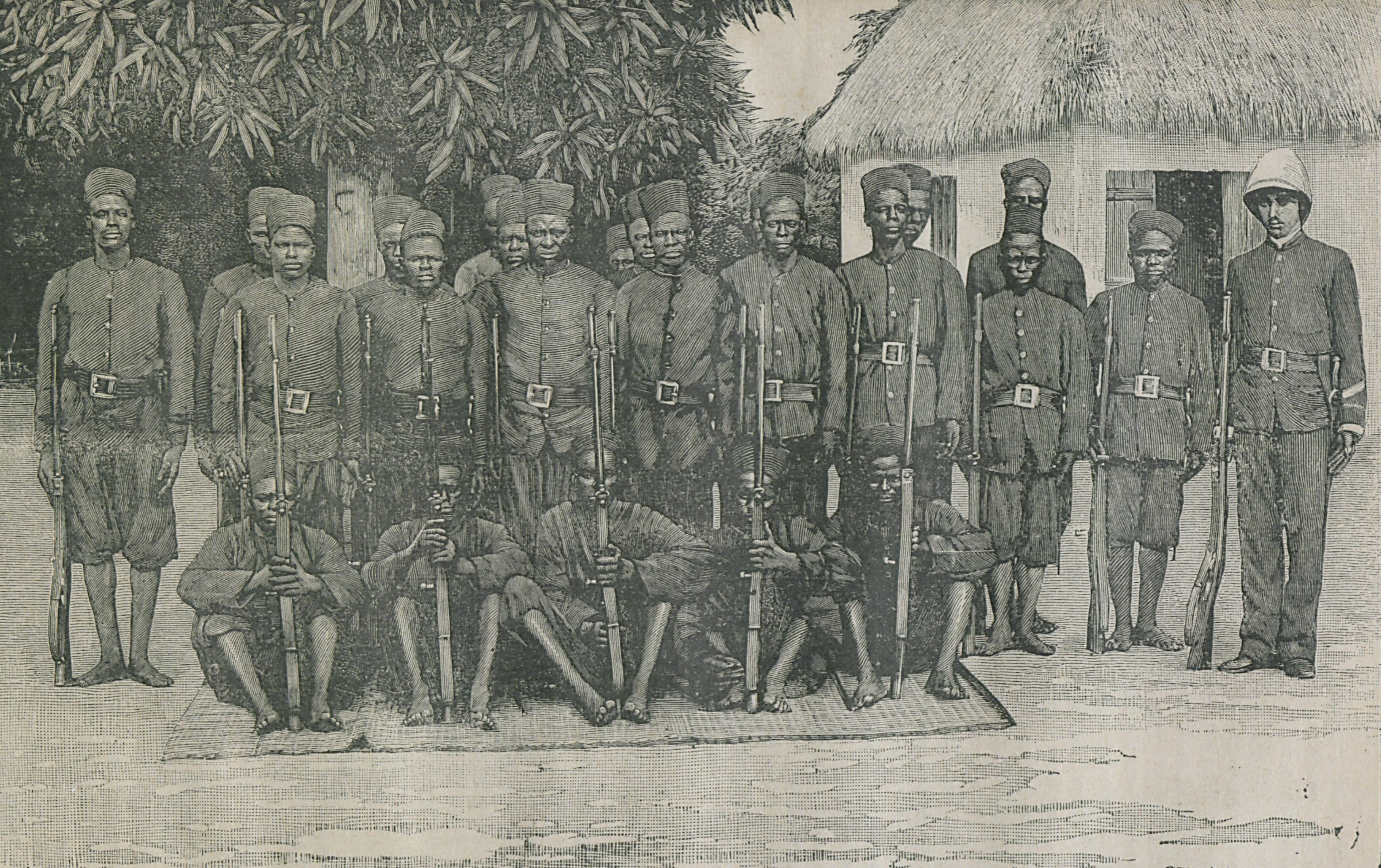
Tirailleurs haoussas au Dahomey vers 1892.

Les tirailleurs haoussas sont des soldats réguliers recrutés par les troupes coloniales françaises parmi le peuple haoussa.

## Historique
Le bataillon de tirailleurs haoussas est créé le 28 juin 1891. Il participe à la conquête du Dahomey à partir de 1892 et reste en garnison au Dahomey jusqu'à sa dissolution le 13 septembre 1897.
Un bataillon de marche de tirailleurs haoussas est créé le 21 mars 1895 et incorporé dans le régiment colonial de Madagascar, devenu 3e régiment de tirailleurs sénégalais le 7 mai 1900 après la conquête de Madagascar.

## Uniforme

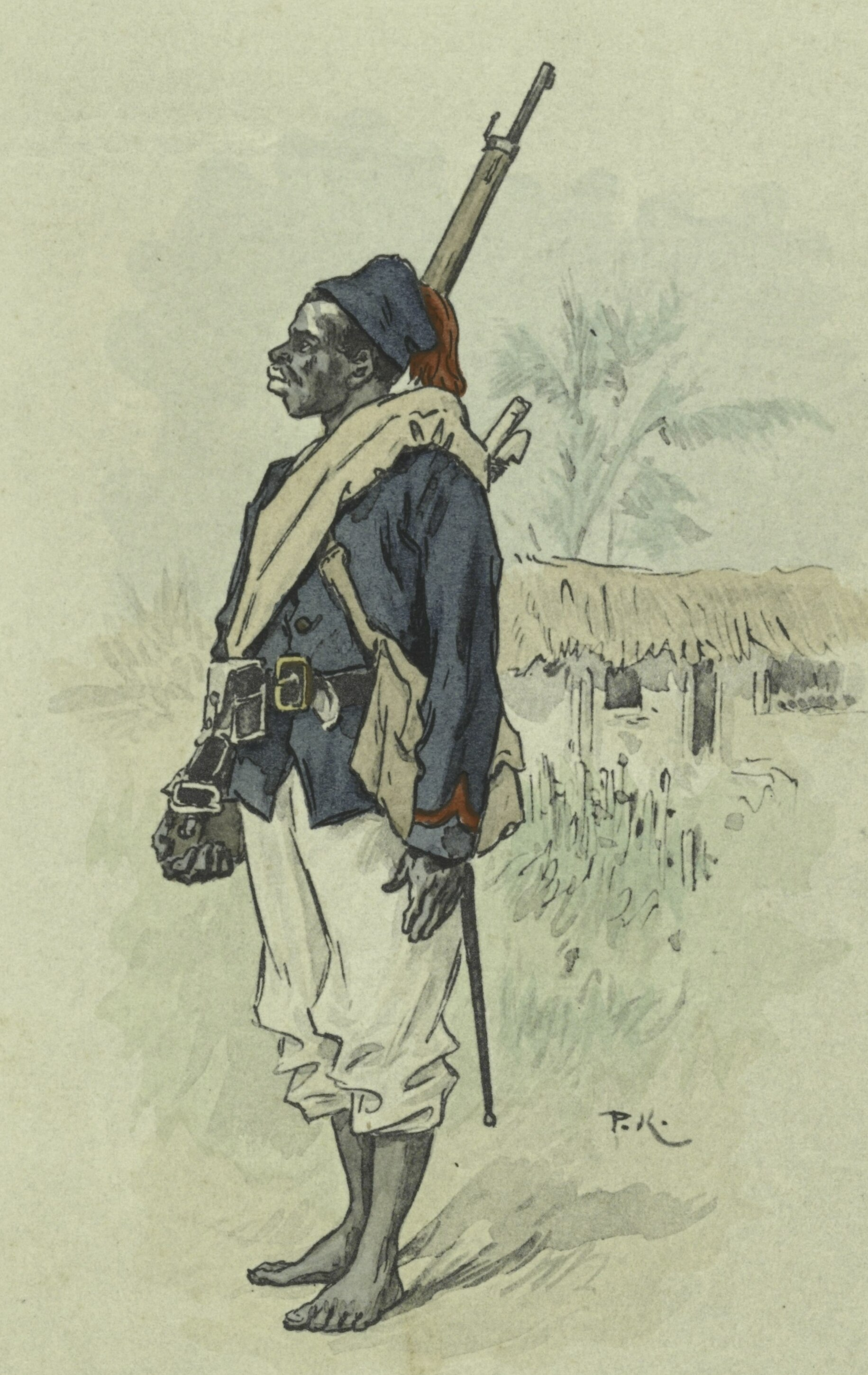
Un tirailleur haoussa vers 1897.

L'uniforme est proche de celui des tirailleurs sénégalais. Toutefois, jusqu'au 18 août 1892, les tirailleurs haoussas portent une veste bleu marine à parures jaunes, avec quatre brandebourgs jaunes sur la poitrine. Avant cette date, leur fez, rouge, porte également une étoile de bronze. Le pantalon est soit bleu marine à bande verticale jaune soit de toile blanche.
En tenue courante, les tirailleurs haoussas portent une veste kaki couleur cachou ou bleu marine, avec parures jaunes et un pantalon de toile. Ils portent également une ceinture rouge autour de la taille.
À partir du 18 juin 1898, les tirailleurs haoussas reçoivent des pattes de col avec les lettres TH, cousues en rouge sur fond bleu.